# Nos côtes anglaises
Nos côtes anglaises – en anglais Our English Coasts – est un tableau réalisé par le peintre britannique William Holman Hunt en 1852. De format horizontal, cette huile sur toile préraphaélite est un paysage qui se double d'une peinture animalière. Elle représente un troupeau de moutons sans berger sur les bords d'une falaise, le long de la côte d'Angleterre. Elle est exposée au Salon de peinture et de sculpture en 1855 à Paris sous le titre alternatif de Moutons égarés, soit Strayed Sheep en anglais. Acquise grâce à l'Art Fund en 1946, l'œuvre est conservée à la Tate Britain, à Londres.